# Programme du gouvernement de Košice
Le Programme du gouvernement de Košice est un accord signé à Košice le 5 avril 1945 entre le Gouvernement provisoire tchécoslovaque et les communistes qui avaient passé la guerre en union Soviétique. Ce document organisait les liens entre les communistes et les démocrates ainsi que les liens entre les Tchèques et les Slovaques. Il est à l'origine de la Troisième République tchécoslovaque, puis, après le Coup de Prague de février 1948, de la République socialiste tchécoslovaque. 

## Contexte
Les négociations de l'accord ont eu lieu à Moscou.

## Souvenir
Cet événement a donné son nom à un quartier de Košice : Sídlisko KVP.